# إدوارد كولمان (مصور سينمائي)
إدوارد كولمان (بالإنجليزية: Edward Colman)‏ هو مصور سينمائي أمريكي، ولد في 25 يناير 1905 في فيلادلفيا في الولايات المتحدة، وتوفي في 24 يناير 1995 في شاطئ نيوبورت في الولايات المتحدة.

## وصلات خارجية
- إدوارد كولمان على موقع IMDb (الإنجليزية)
- إدوارد كولمان على موقع ألو سيني (الفرنسية)
- إدوارد كولمان على موقع أول موفي (الإنجليزية)
- إدوارد كولمان على موقع قاعدة بيانات الأفلام السويدية (السويدية)
- إدوارد كولمان على موقع قاعدة بيانات الفيلم (الإنجليزية)
- إدوارد كولمان على موقع كينوبويسك (الروسية)